# Rio (Venecia)
El rio (en plural, rii) es un elemento esencial de la viabilidad acuática de la ciudad de Venecia, Italia. Este término indica exclusivamente los canales, naturales o artificiales, bordeados por edificios o calles, que separan las numerosas islas que componen el centro histórico. En la toponimia de la ciudad algunos de los rii de menor dimensión se designan con el término de rielo.

## Características
Algunos rii, aunque han sido rectificados por exigencias urbanísticas, siguen el recorrido de antiguos canales naturales de la laguna y presentan por tanto un recorrido no rectilíneo. Otros rii, sobre todo los que tienen un recorrido perfectamente rectilíneo, tienen un origen completamente artificial. La red de los rii es capilar y cubre prácticamente todo el territorio urbano, permitiendo así alcanzar por el agua cualquier zona de la ciudad, condición esencial para que la navegación interior permita el transporte de personas y mercancías.
Los rii, además de constituir la red de viabilidad acuática de Venecia, realizan también la función ecológica de favorecer el flujo de las mareas y garantizar la salubridad de la ciudad, evitando empantanamientos y permitiendo la eliminación de los depósitos naturales y de las aguas residuales de la laguna hacia el mar durante la marea baja y su recambio con agua limpia durante la marea alta. Por este motivo, tiene una importancia esencial el mantenimiento de los rii mediante excavación periódica, operación realizada desde los tiempos de la República de Venecia, para eliminar cualquier exceso de depósitos sedimentarios y garantizar así la constancia del flujo acuático óptimo y su navegabilidad.
Urbanísticamente, el rio se inserta en el tejido urbano de tres maneras diferentes, a veces presentes al mismo tiempo en tramos diferentes de su recorrido:
- completamente rodeado por edificios que terminan directamente en el agua, sin posibilidad de viabilidad peatonal a lo largo del recorrido (rio transversal respecto a la red peatonal);
- bordeado por una fondamenta por una sola orilla y con edificios que terminan directamente en el agua por la otra (rio semi-paralelo a la red peatonal);
- bordeado por fondamente por ambas orillas (rio paralelo a la red peatonal).

En el curso de los siglos, en particular en el siglo xix, fueron muy frecuentes las intervenciones de soterramiento de los rii para ampliar el sistema de viabilidad peatonal mediante la creación de los rii terà. En el curso del siglo xx, sin embargo, también se registró, aunque de manera limitada, la tendencia opuesta, con la creación y apertura del Río Novo en la época entre las dos guerras mundiales como nueva arteria entre el Gran Canal y la zona del Piazzale Roma, y la reapertura del último tramo del Río della Crea, soterrado en 1837, en el sestiere de Cannaregio.

## Lista deriide Venecia[3][4]

### SestieredeCannaregio

#### Riique dan hacia elGran Canal

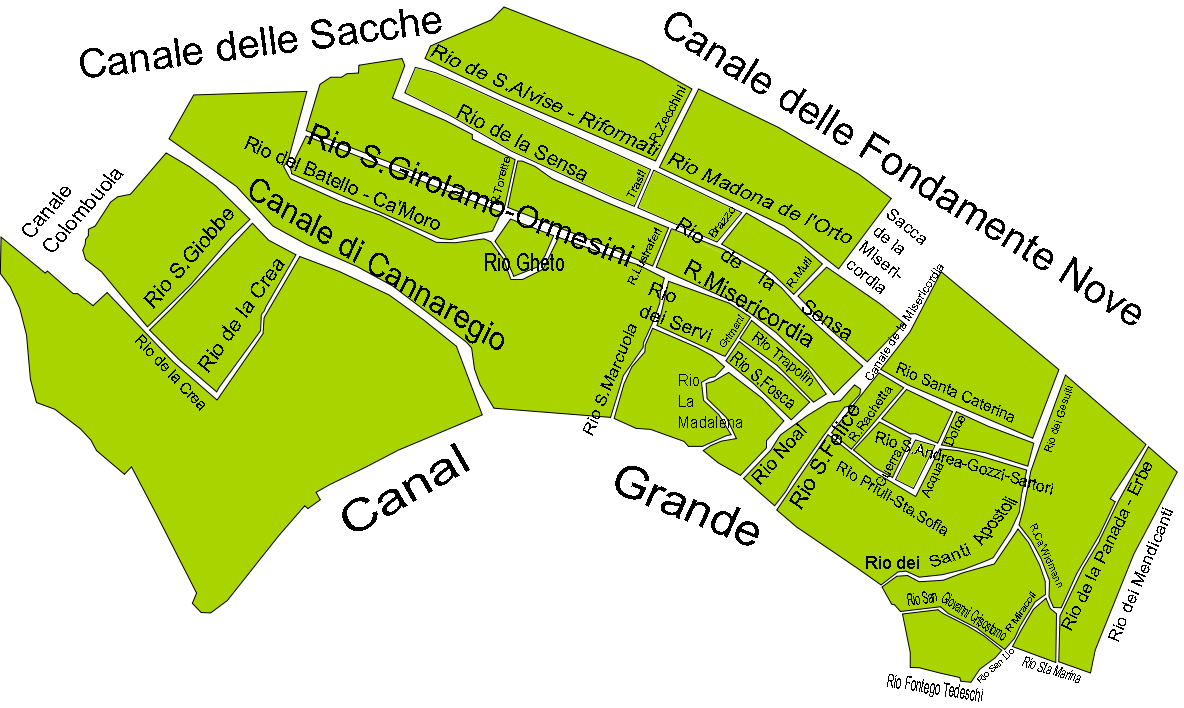

- Rio San Giovanni Crisostomo
- Rio dei Santi Apostoli
- Rio di San Felice
- Rio di Noale
- Rio la Maddalena
- Rio di San Marcuola
- Canal de Cannaregio con los rii:
  - Rio de San Giobbe
  - Rio della Crea

#### Riial oeste del Canale della Misericordia

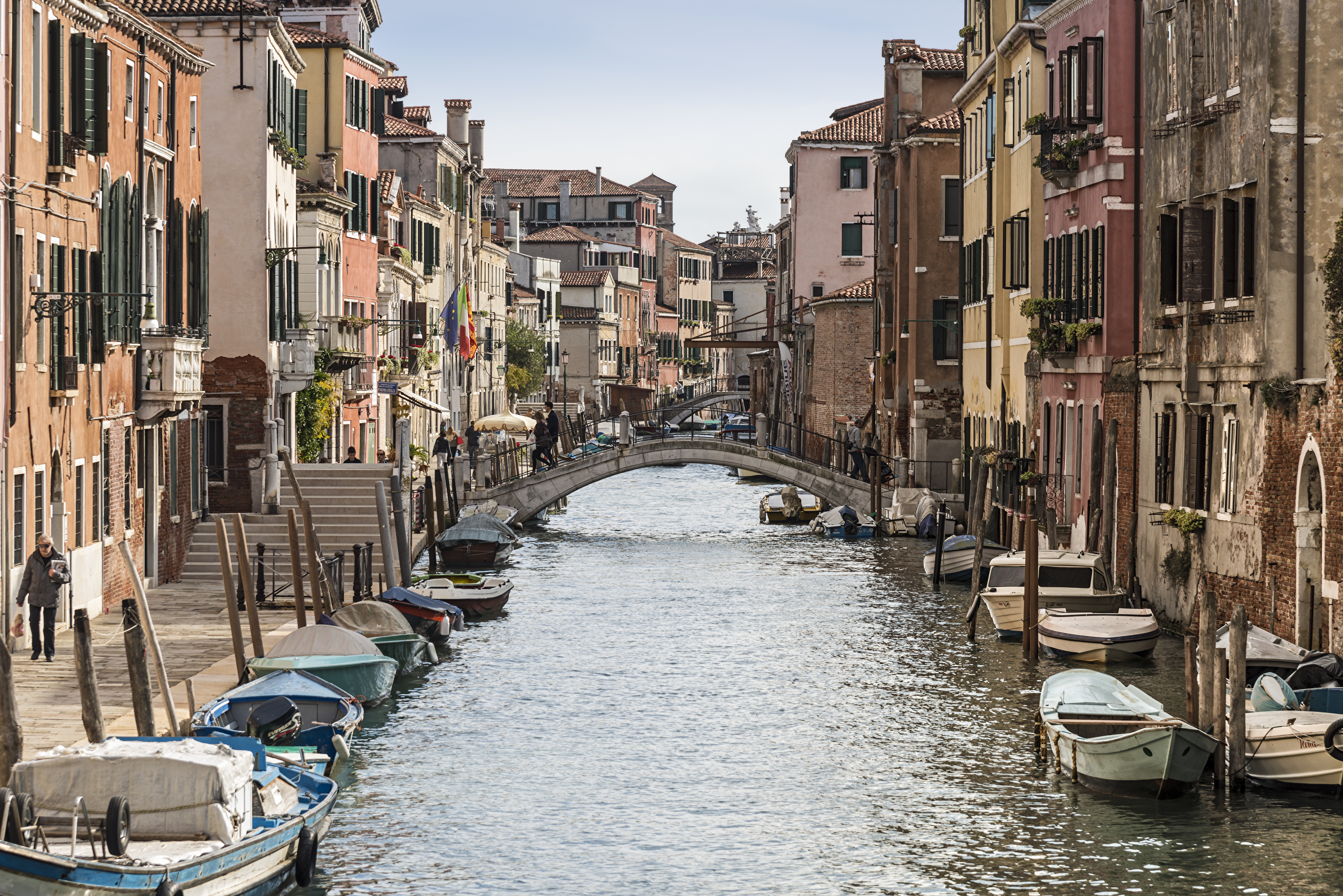
Rio della Sensa.

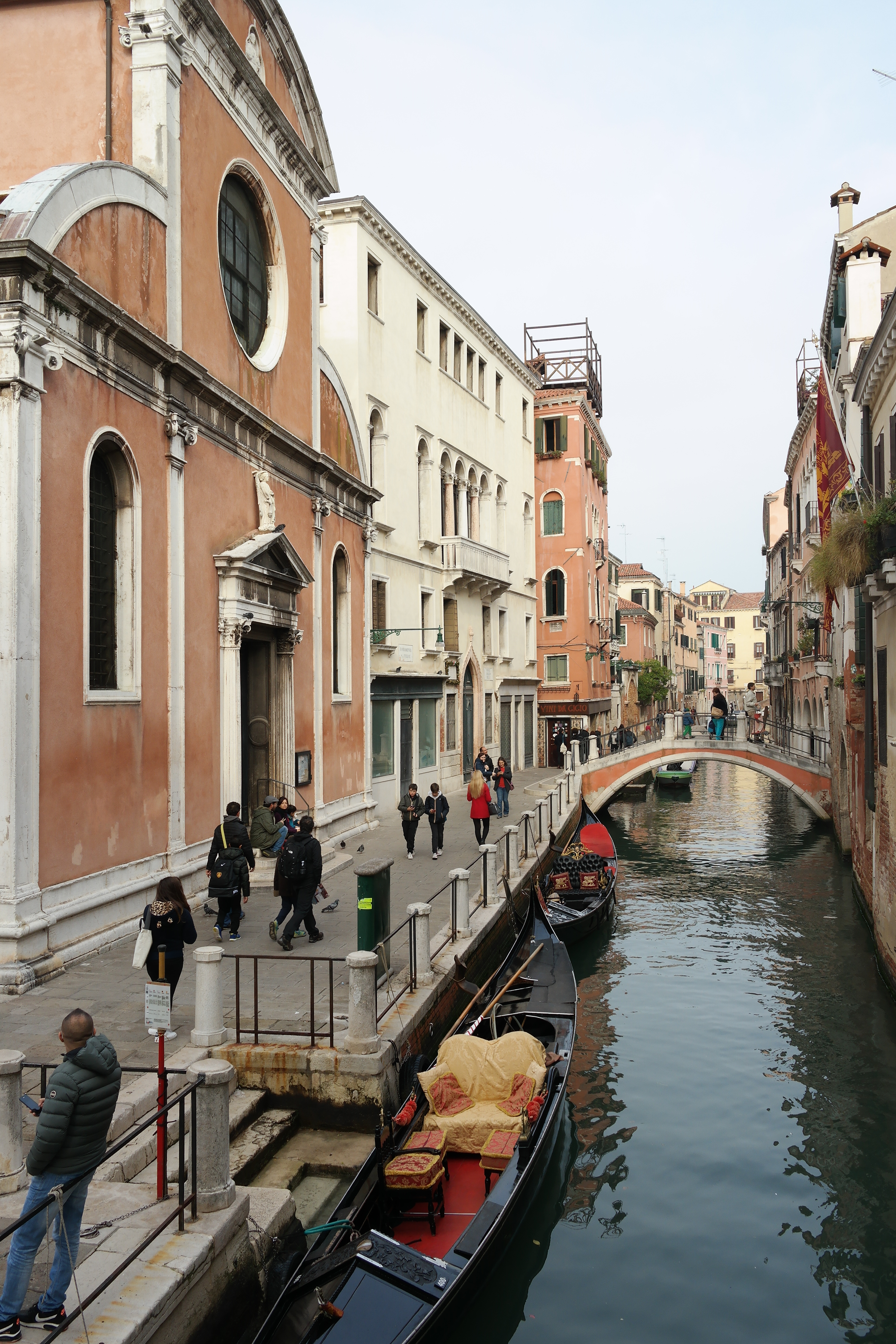
El Rio di San Felice, con la iglesia homónima a la izquierda.

- Canale Colambola
- Primer rio este-oeste:
  - Rio Madonna dell'Orto
  - Rio di Sant'Alvise
  - Rio dei Riformati
- Segundo rio este-oeste:
  - Rio della Sensa
- Tercer rio este-oeste:
  - Rio della Misericordia
  - Rio di San Girolamo
- Cuarto rio este-oeste:
  - Rio dei Santa Fosca
  - Rio del Trapolin (o Grimani)
  - Rio di Ghetto Nuovo
  - Rio del Battello
- Rii transversales norte-sur:
  - Rio dei Muti
  - Rio degli Zecchini
  - Rio dei Trasti
  - Rio di Lustraferri
  - Rio delle Torete
  - Rio dei Servi

#### Riial este del Canale della Misericordia
- Rii este-oeste:
  - Rio di Santa Caterina
  - Rio di Sant'Andrea
  - Rio di Santa Sofia

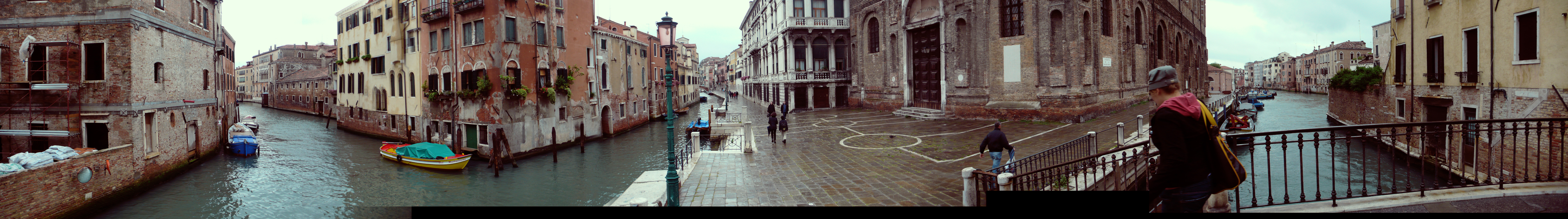
Rio della Misericordia.

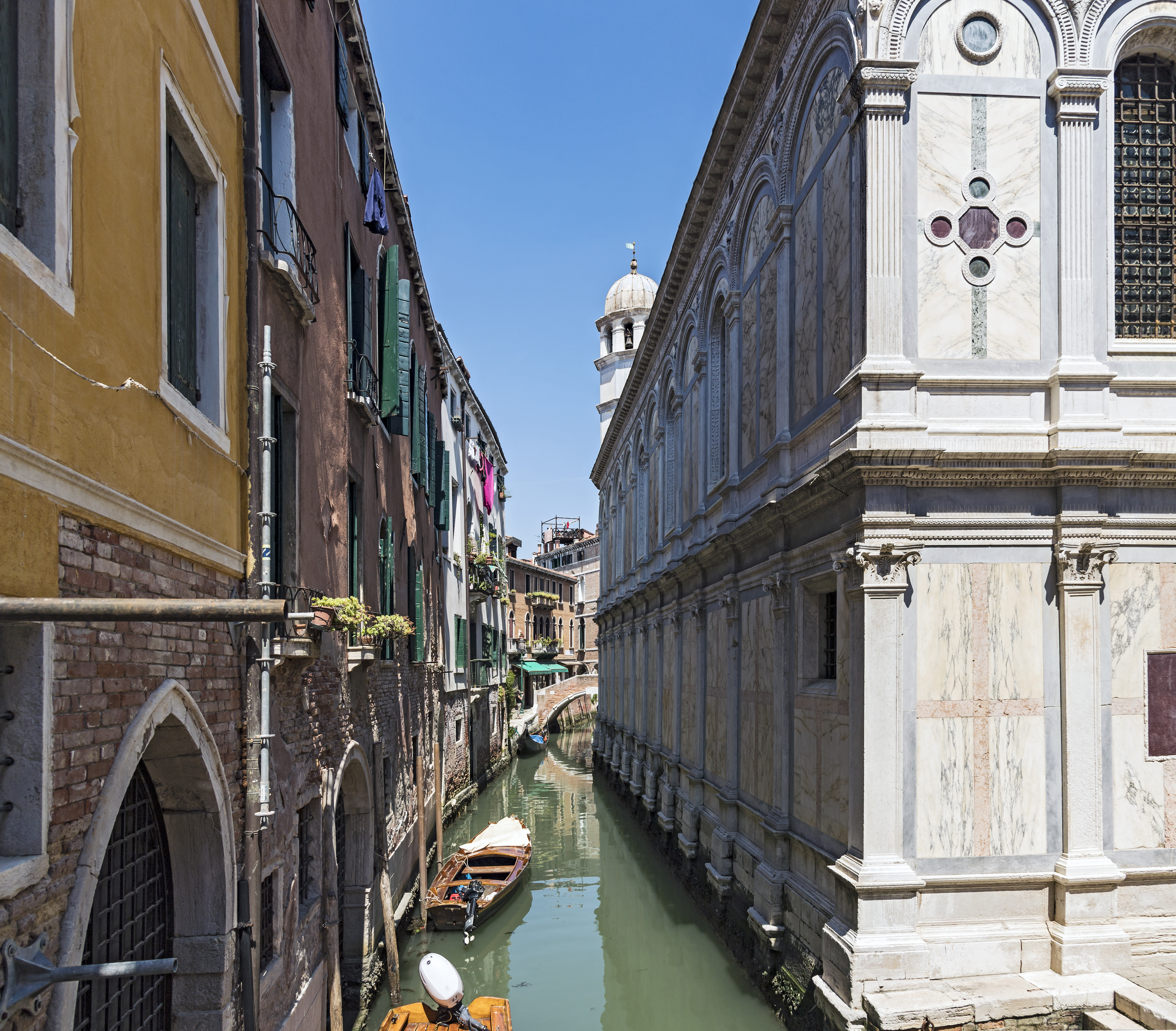
Rio dei Miracoli.

  - Rio di San Canciano (o Ca' Widman)
- Rii norte-sur:
  - Canale della Misericordia
  - Rio della Racchetta
  - Rio di Ca' Dolce
  - Rio dei Gesuiti
  - Rio della Panada
  - Rio dei Miracoli

#### Riique forman el límite con Castello
- Rio del Fontego dei Tedeschi (da hacia el Gran Canal)
- Rio dei Mendicanti
- Rio di San Marina
- Rio di San Lio

### SestieredeCastello

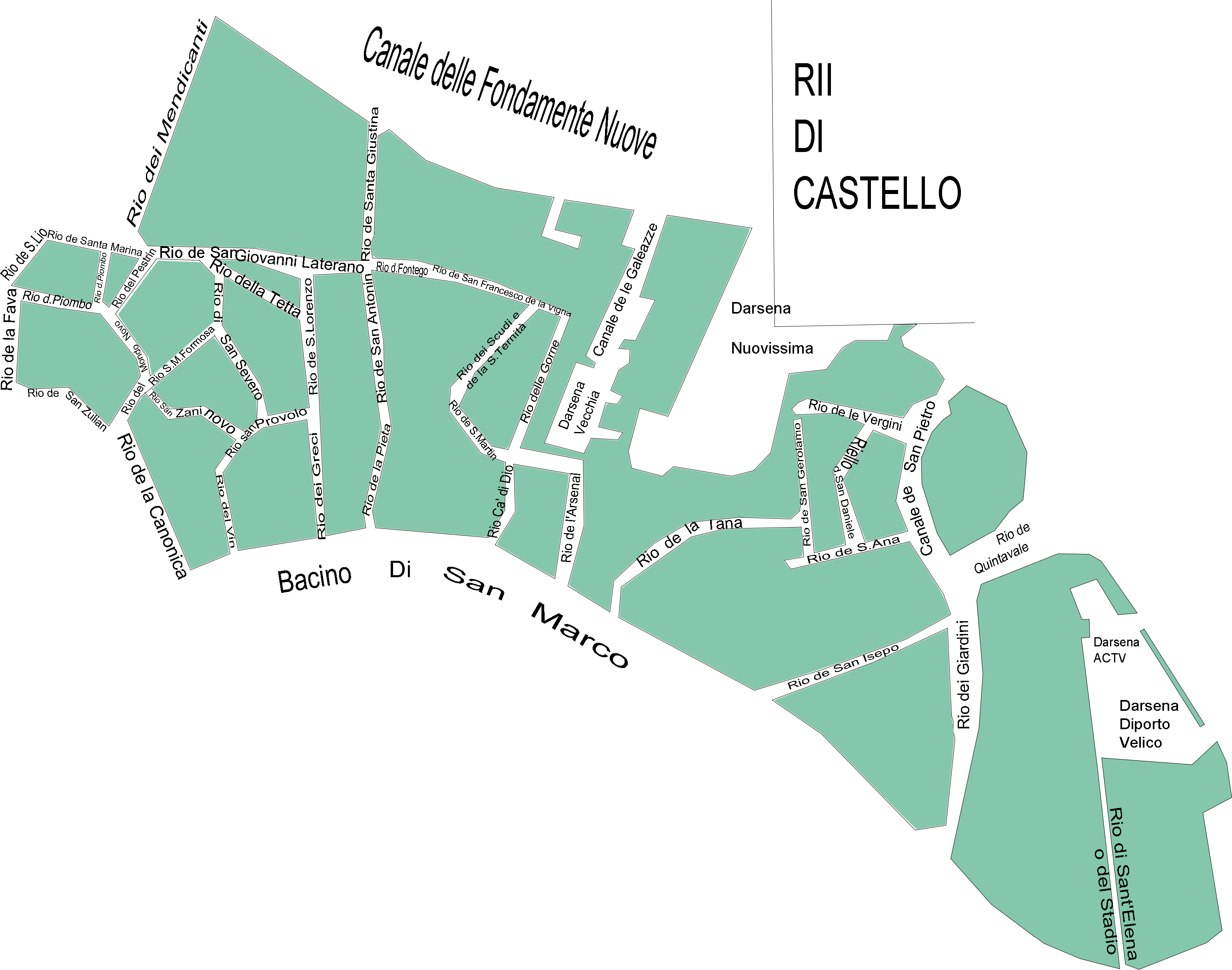

#### Riique dan hacia la cuenca de san Marcos al oeste delArsenal
- Rio del Vin
- Rio dei Greci
- Rio della Pietà
- Rio Ca' di Dio
- Rio dell'Arsenale

#### Riien el interior del Arsenal

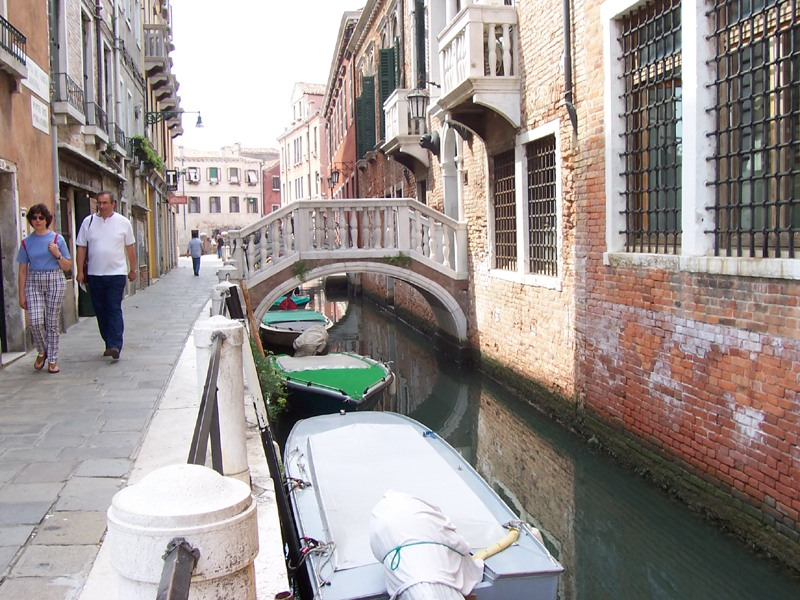
Rio dell'Arsenale.

- Canale dell'Arsenale
- Darsena Arsenale Vecchio
- Canale delle Galeazze
- Darsena Grande
- Canale di Porto Nuova

#### Riial oeste del Arsenal
- Rii este-oeste:
  - Rio della Celestia
  - Rio di San Francesco della Vigna
  - Rio del Fonte
  - Rio di San Giovanni Laterano
- Rii norte-sur:
  - Rio d'Arsenale
  - Rio delle Gorne
  - Rio di San Ternita
  - Rio de Sant'Agostin (o San Antonin)
  - Rio di Santa Giustina
  - Rio di San Lorenzo
  - Rio di San Severo
  - Rio del Paradiso (o Pestrin)
  - Rio Santa Maria Formosa
- Otros rii:
  - Rio di San Martino
  - Rio della Tetta
  - Rio di San Provolo

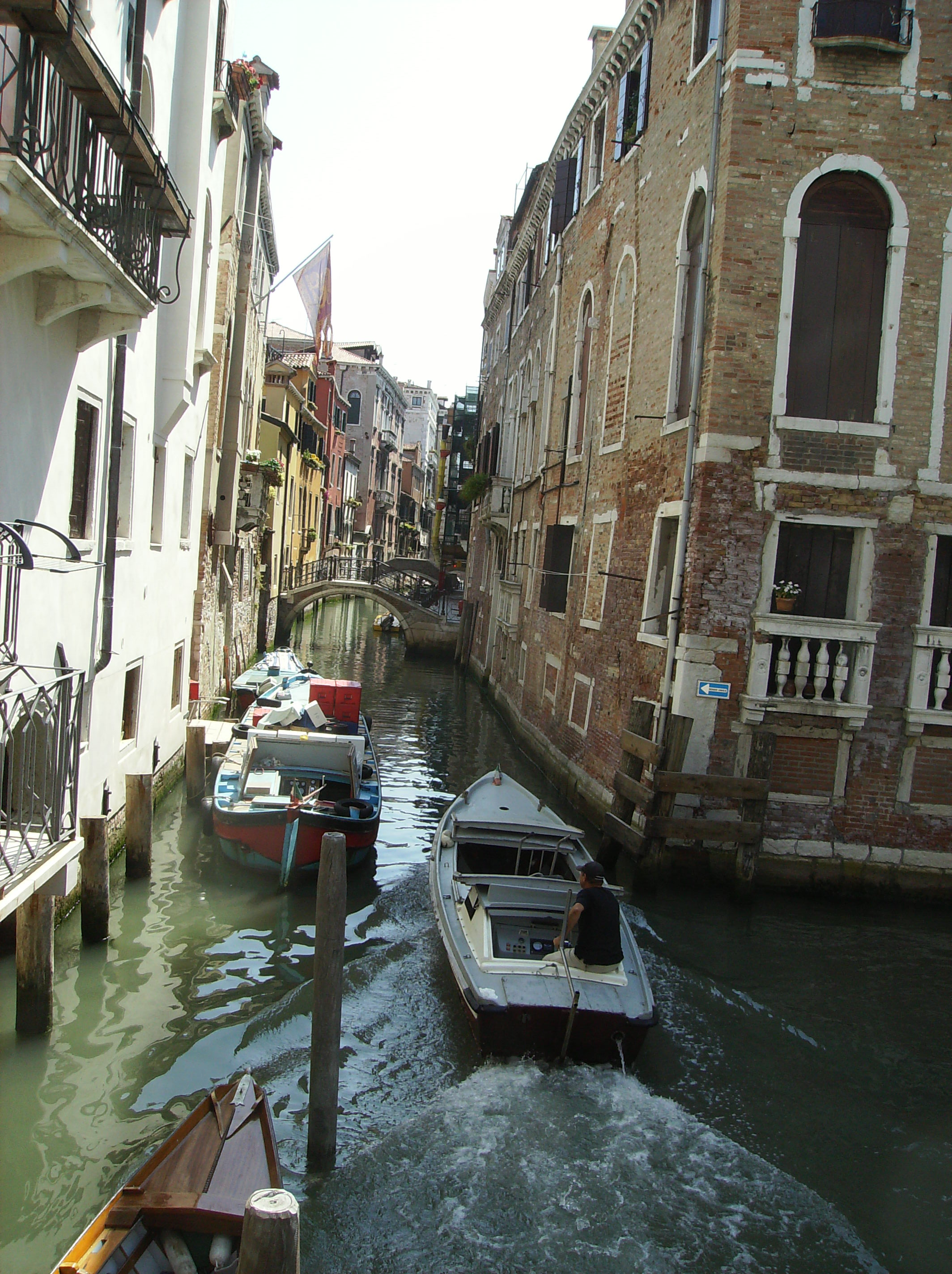
Rio di San Giovanni Laterano.

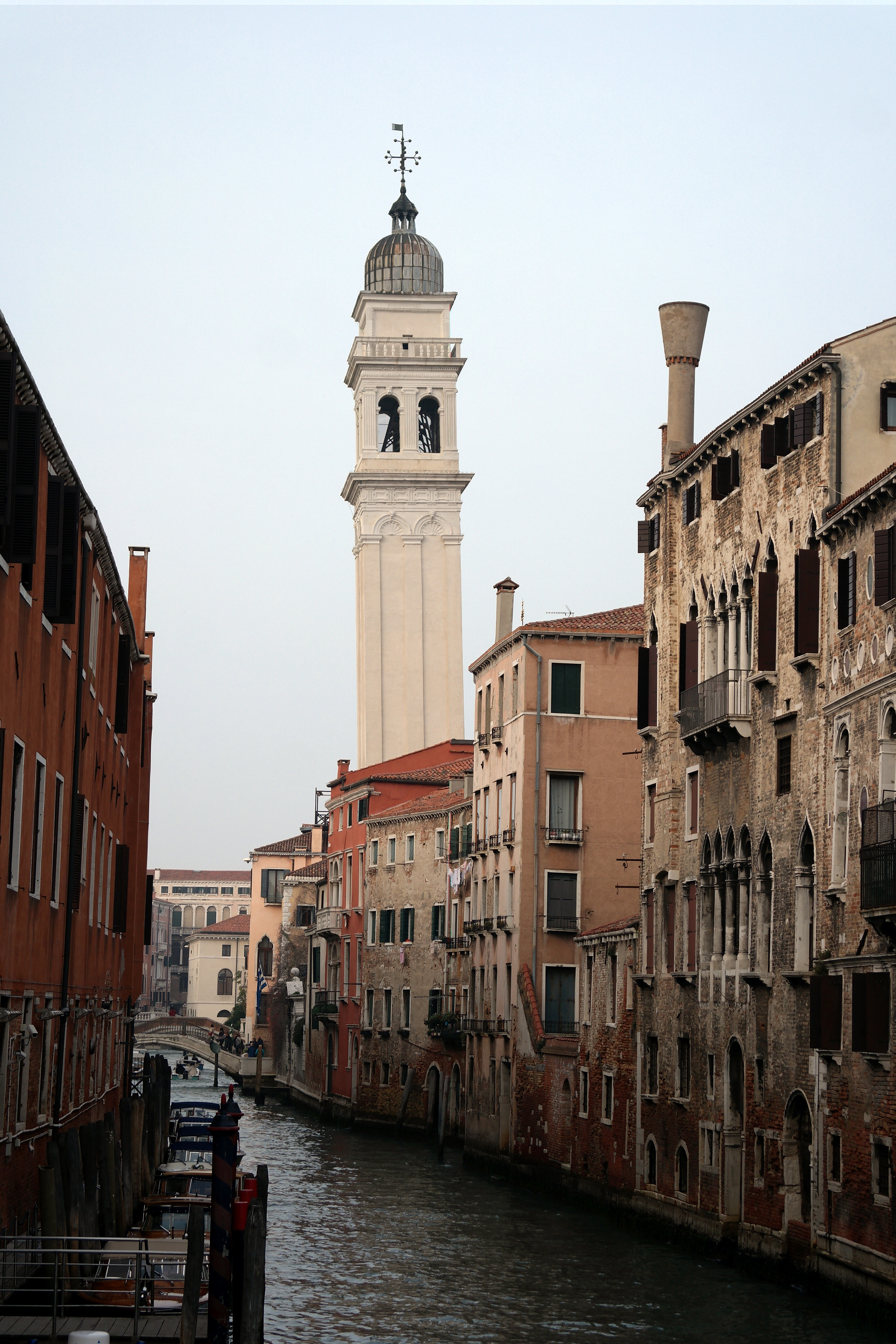
Rio dei Greci.

  - Rio del Rimedio (o San Giovanni Novo)
  - Rio del Piombo

#### Riial este del Arsenal
- Rii que dan hacia el canal de san Marcos:
  - Rio della Tana
  - Rio di San Giuseppe
  - Rio del Giardini
- Otros rii
  - Rio di San Daniele
  - Rio delle Vergini
  - Rio di Sant'Anna
  - Canale di San Pietro
  - Rio di Quintavalle
  - Rio di Sant'Elena
- Darsena di Sant'Elena

### SestieredeDorsoduro

#### Riique dan hacia elGran Canal

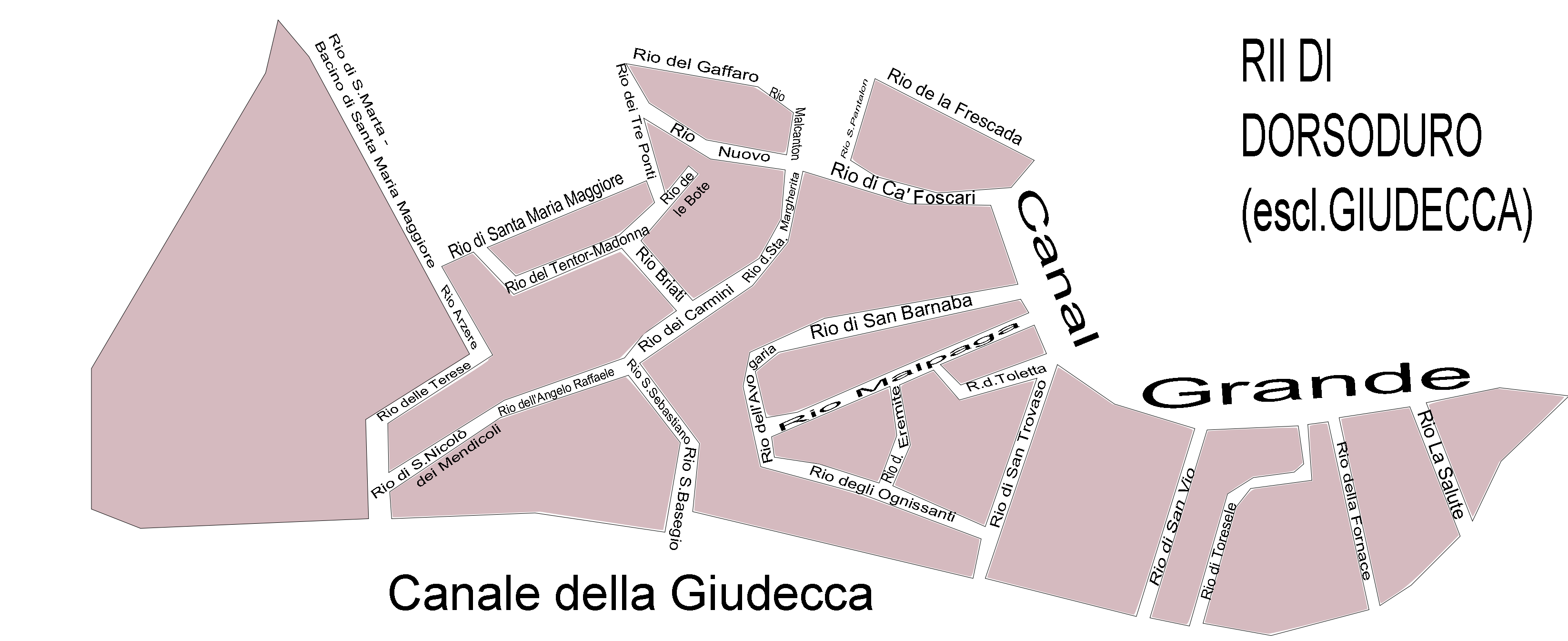

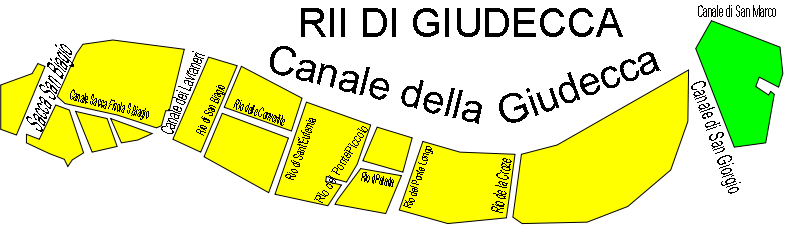

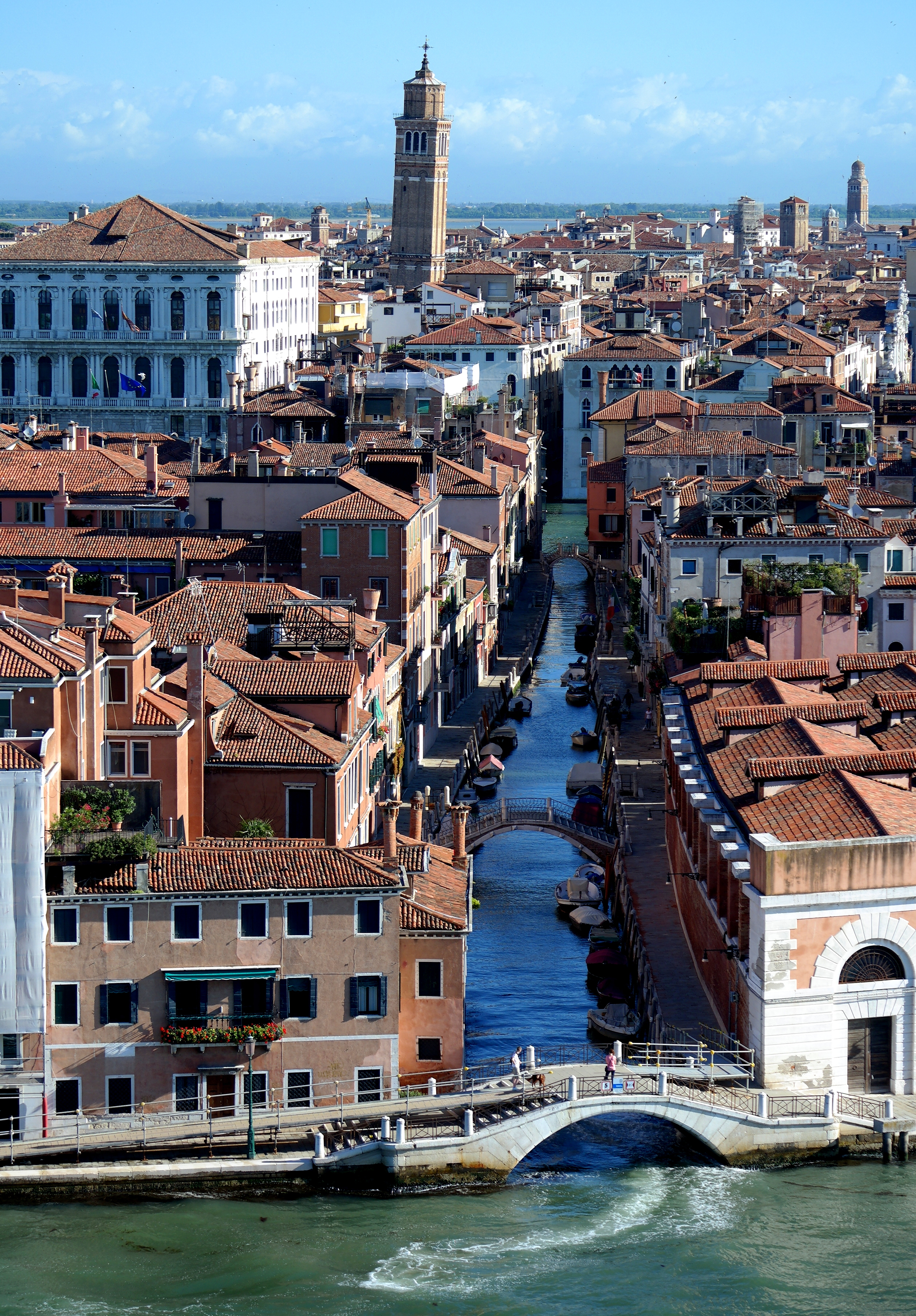
Rio della Fornace.

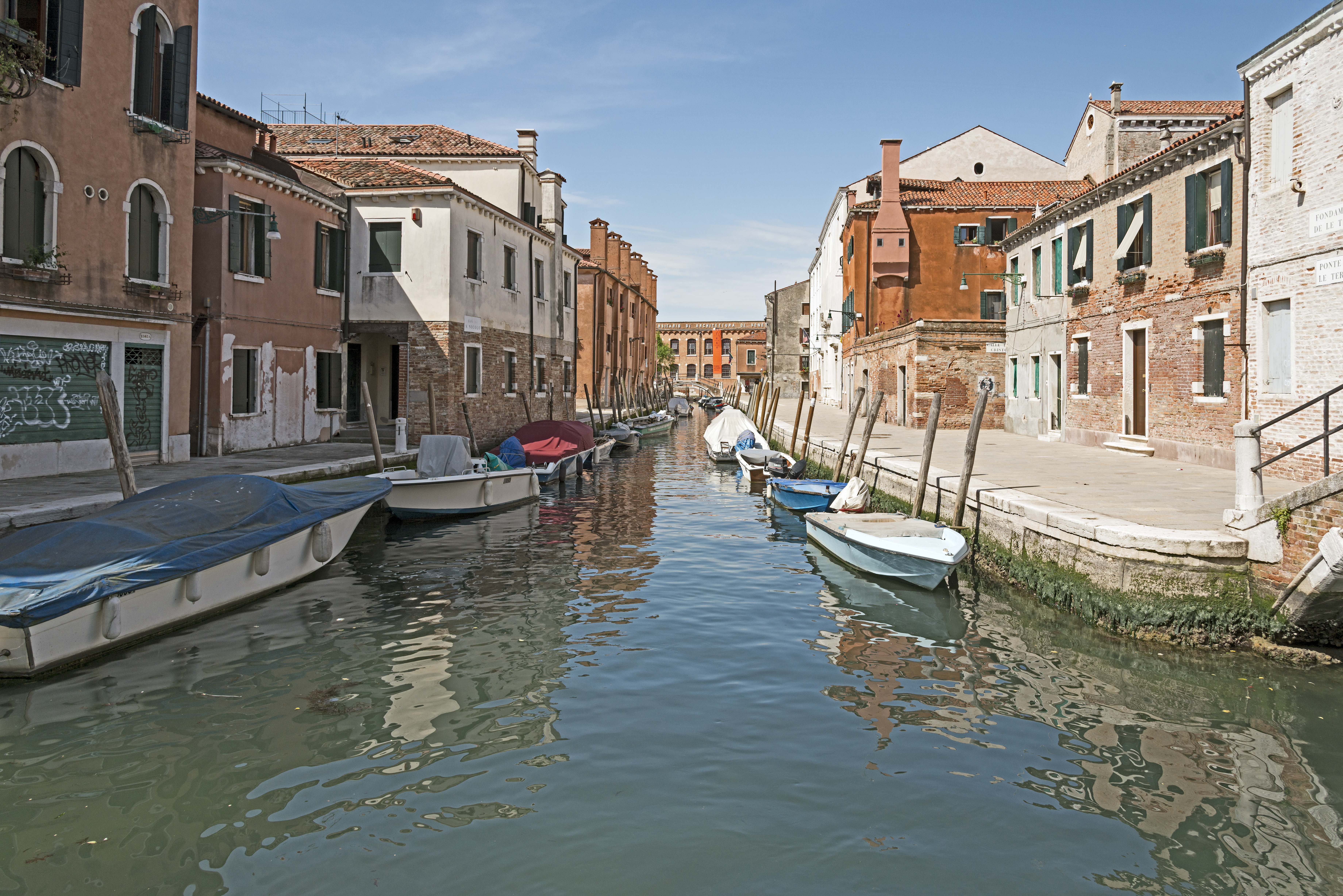
Rio delle Terese.

- Rio della Frescada (frontera con San Polo)
- Rio di Ca' Foscari
- Rio de San Barnaba
- Rio Malpaga
- Rio della Toletta

#### Riientre elGran Canaly elCanal de la Giudecca
- Rio di San Trovaso
- Rio di San Vio
- Rio Piccolo del Legname (o Toresele)
- Rio della Fornace
- Rio della Salute

#### Riien el interior deDorsoduro
- Rio degli Ognissanti
- Rio delle Eremite (o Romite)
- Rio dell'Avogaria
- Rio di San Sebastiano
- Rio di San Nicolò
- Rio dell'Angelo Raffaele (o Anzolo Rafael)
- Rio dei Carmini
- Rio di Santa Margherita
- Rio Nuovo (o Novo)
- Rio Briati
- Rio del Tintor (o Tentor)
- Rio de Balle
- Rio delle Terese
- Rio dell'Arziere (o Arzere)

#### Riien común conSanta Croce
- Rio di Santa Maria Maggiore
- Rio di Santa Marta
- Rio dei Tre Ponti
- Rio del Gaffaro
- Rio del Malcanton
- Rio San Pantalon

#### Riien la isla de laGiudecca

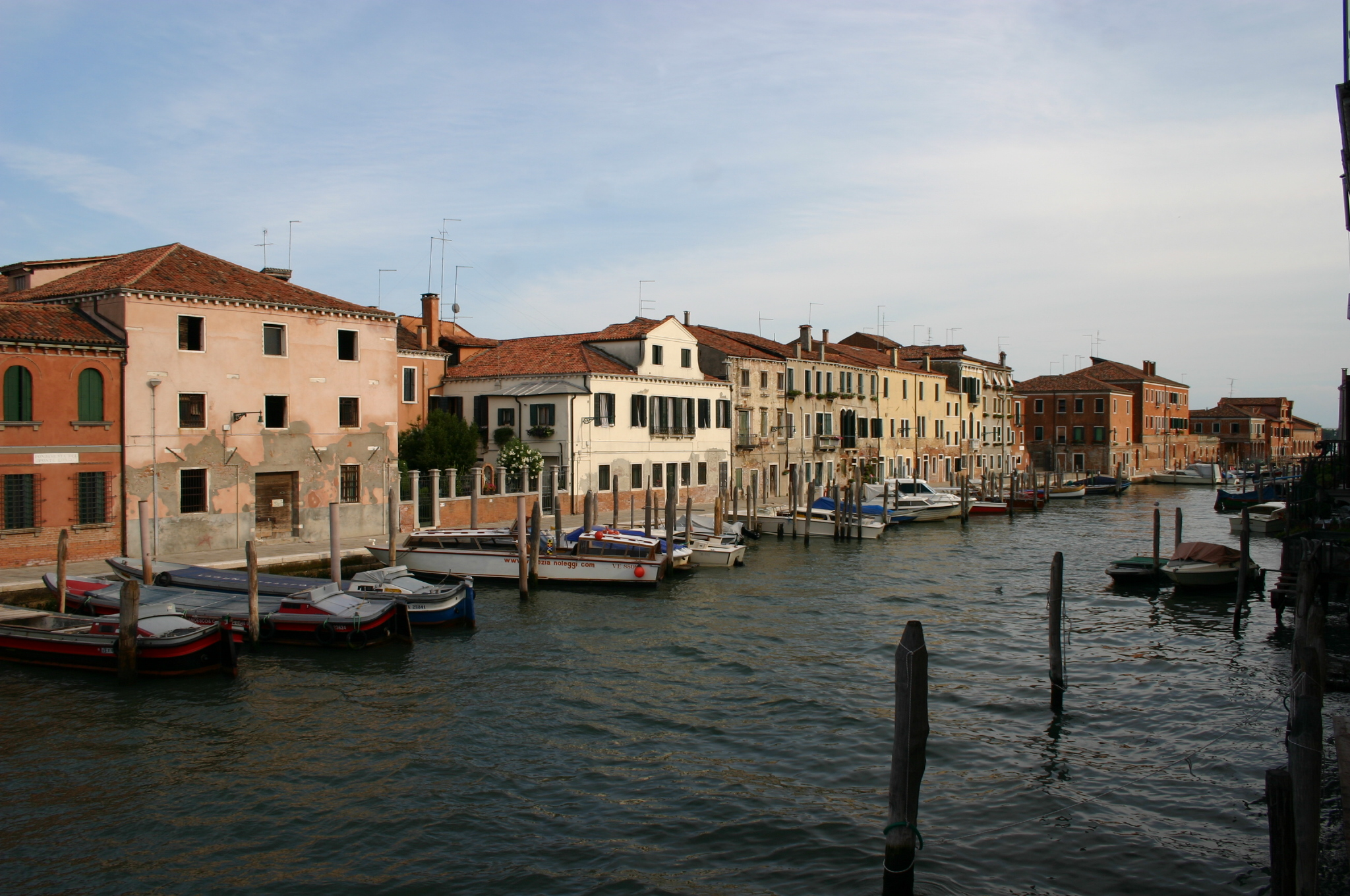
Rio del Ponte Lungo.

- Canal de la Giudecca (entre Giudecca y Dorsoduro)
- Rio della Croce
- Rio del Ponte Lungo
- Rio del Ponte Piccolo
- Rio della Palada
- Rio di San Eufemia
- Rio delle Convertite
- Rio di San Biagio
- Canale dei Lavraneri
- Canale Sacca Fisola San Biagio

### SestieredeSan Marco

#### Riique dan hacia elGran Canal, delPuente de RialtoalPuente de la Academia

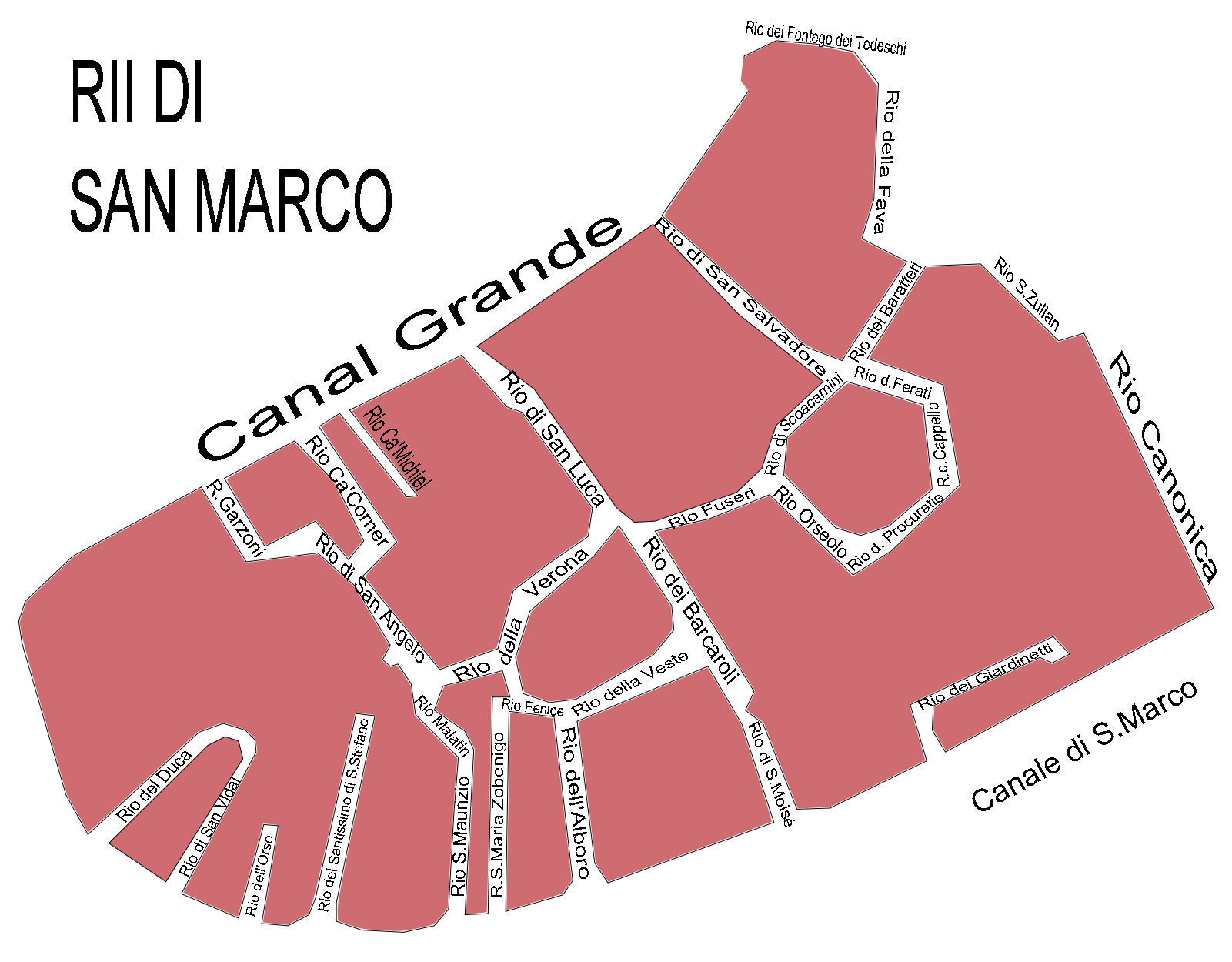

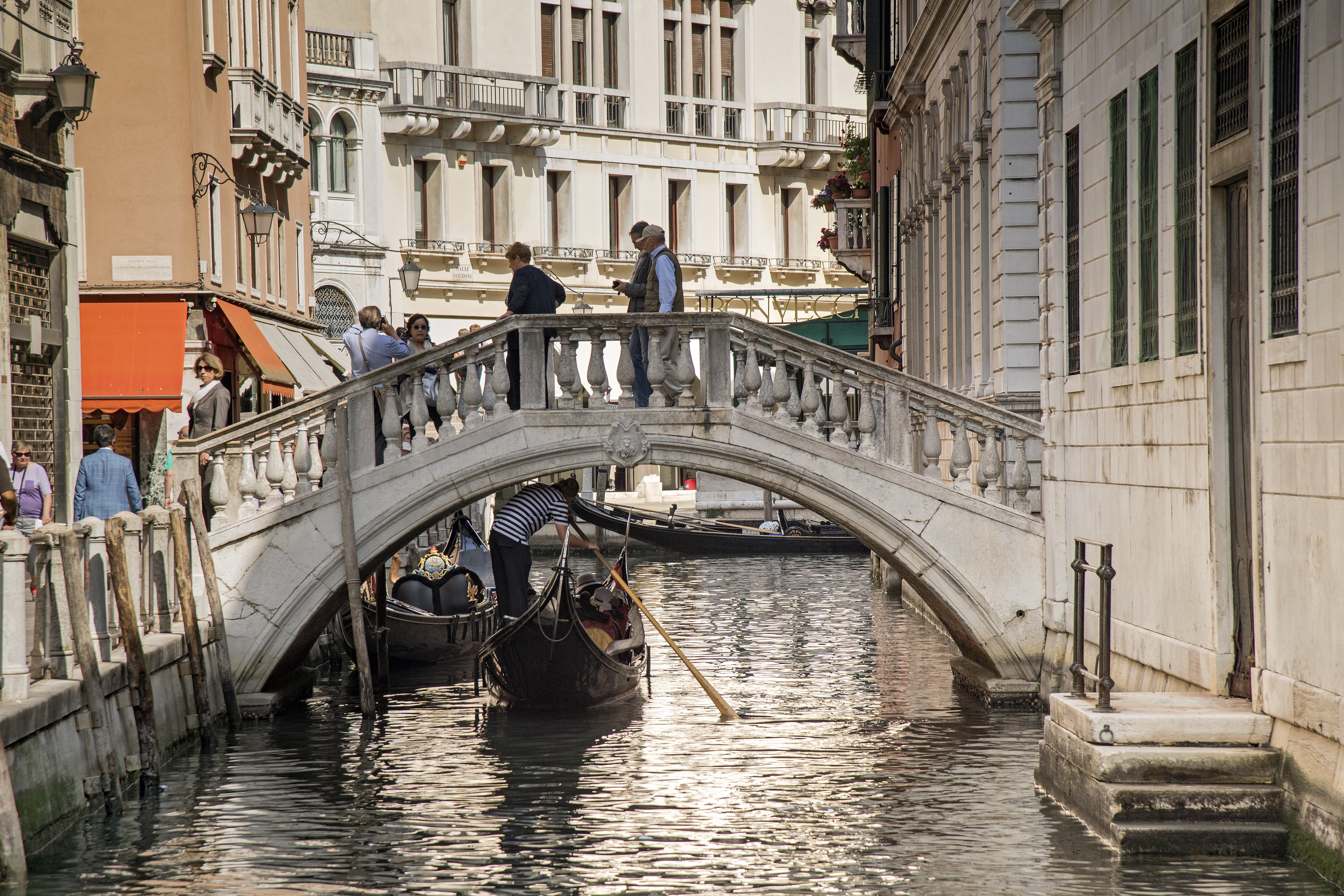
Rio Orseolo.

- Rio di San Salvador
- Rio di San Luca
- Rio Ca' Corner
- Rio Garzoni
- Rio del Duca

#### Riique dan hacia elGran Canal, delPuente de la AcademiaalPalacio Ducal
- Rio dell'Orso
- Rio del Santissimo
- Rio di San Maurizio
- Rio di Santa Maria Giglio (o Zobenigo)
- Rio dell'Alboro
- Rio de San Moisè
- Rio dei Giardinetti
- Bacino di San Giorgio (isla de San Giorgio)
- Canale di San Giorgio (común con Giudecca-Dorsoduro)

#### Riien el interior delsestiere

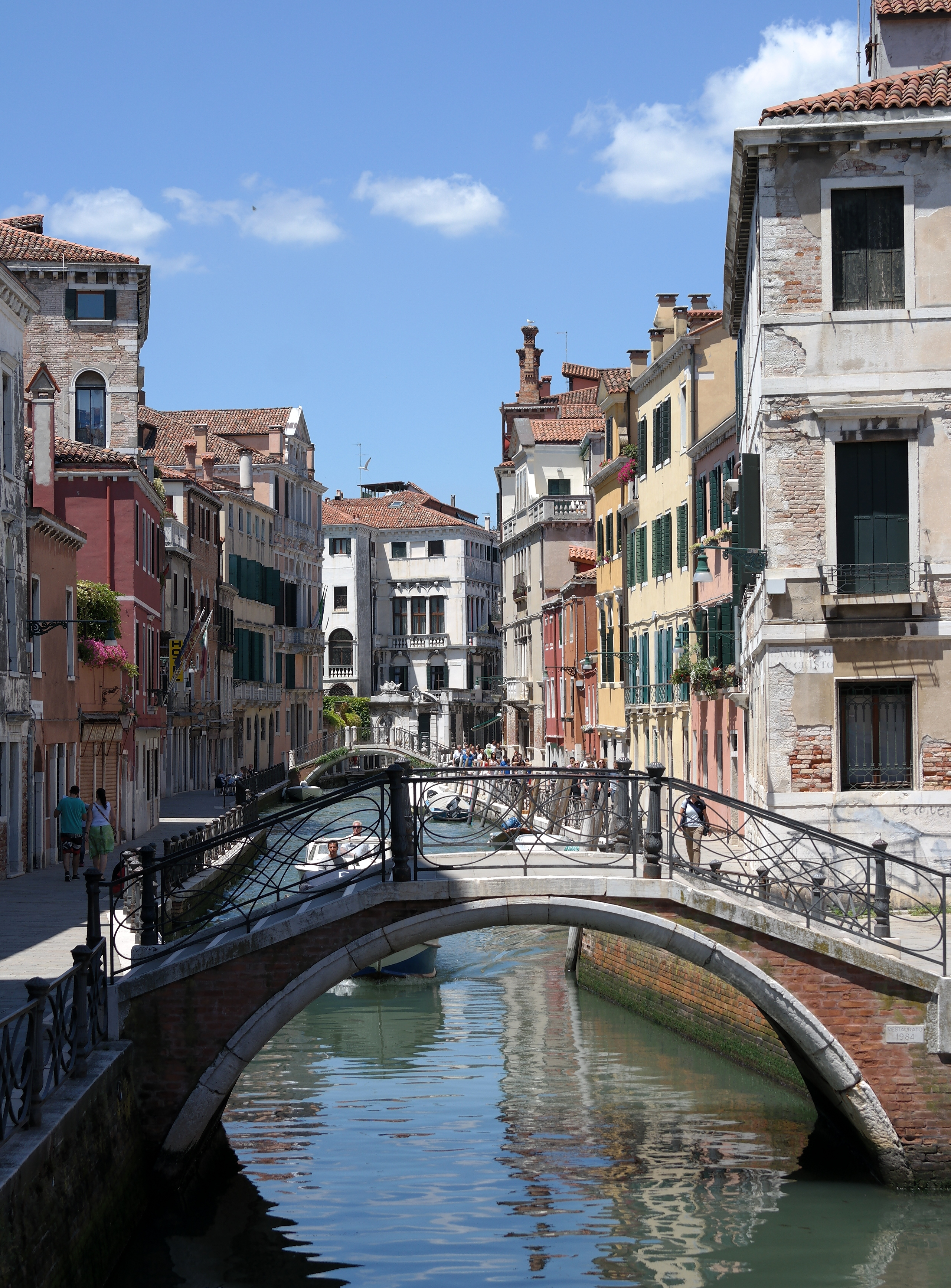
Rio Marin.

- Rio Orseolo
- Rio di Scoacamini
- Rio dei Bareteri
- Rio della Curatie
- Rio Fuseri
- Rio dei Barcaroli
- Rio di Verona
- Rio di Veste
- Rio Malatin
- Rio San Anzolo

#### Riien común con Castello
- Canale di San Marco (prolongación del Gran Canal)
- Rio Canonica (o di Palazzo o della Paglia)
- Rio San Zulian
- Rio della Fava
- Fontego dei Tedeschi

### SestieredeSan Polo

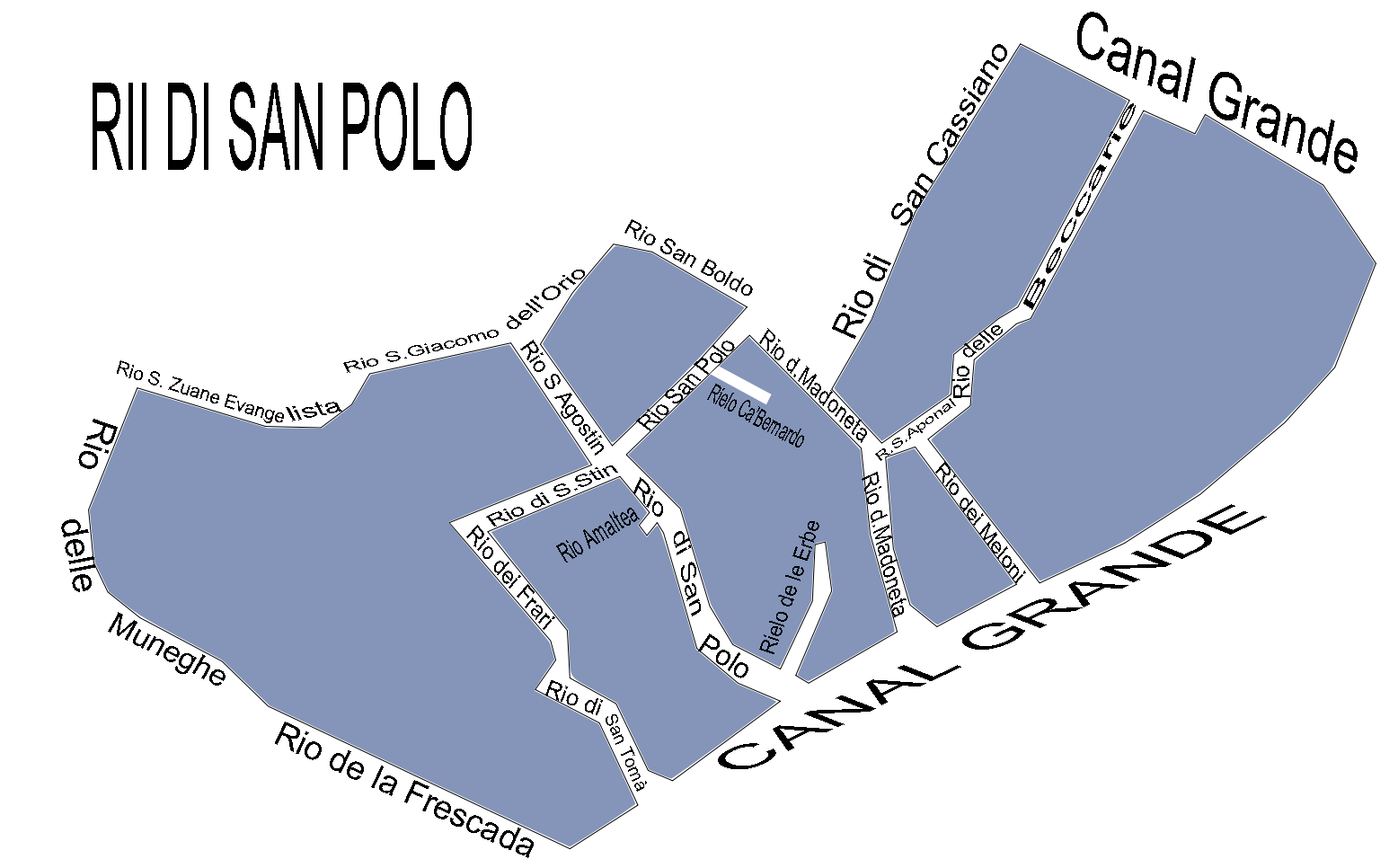

#### Riique dan hacia elGran Canal
- Rio delle Beccarie
- Rio di San Aponal
- Rio dei Meloni
- Rio della Madoneta
- Rio di San Polo
- Rio di San Toma'
- Rio della Frescada (en común con Dorsoduro)

#### Riien el interior delsestiere
- Rio di San Agostin
- Rio di San Stin
- Rio dei Frari

#### Riien común conSanta Croce
- Rio di San Cassiano (da hacia el Gran Canal)
- Rio dell'Orio
- Rio di San Boldo
- Rio di ponte Storto
- Rio San Giacomo
- Rio San Zuane Evangelista
- Rio delle Muneghe (o Muneghette)

### SestieredeSanta Croce

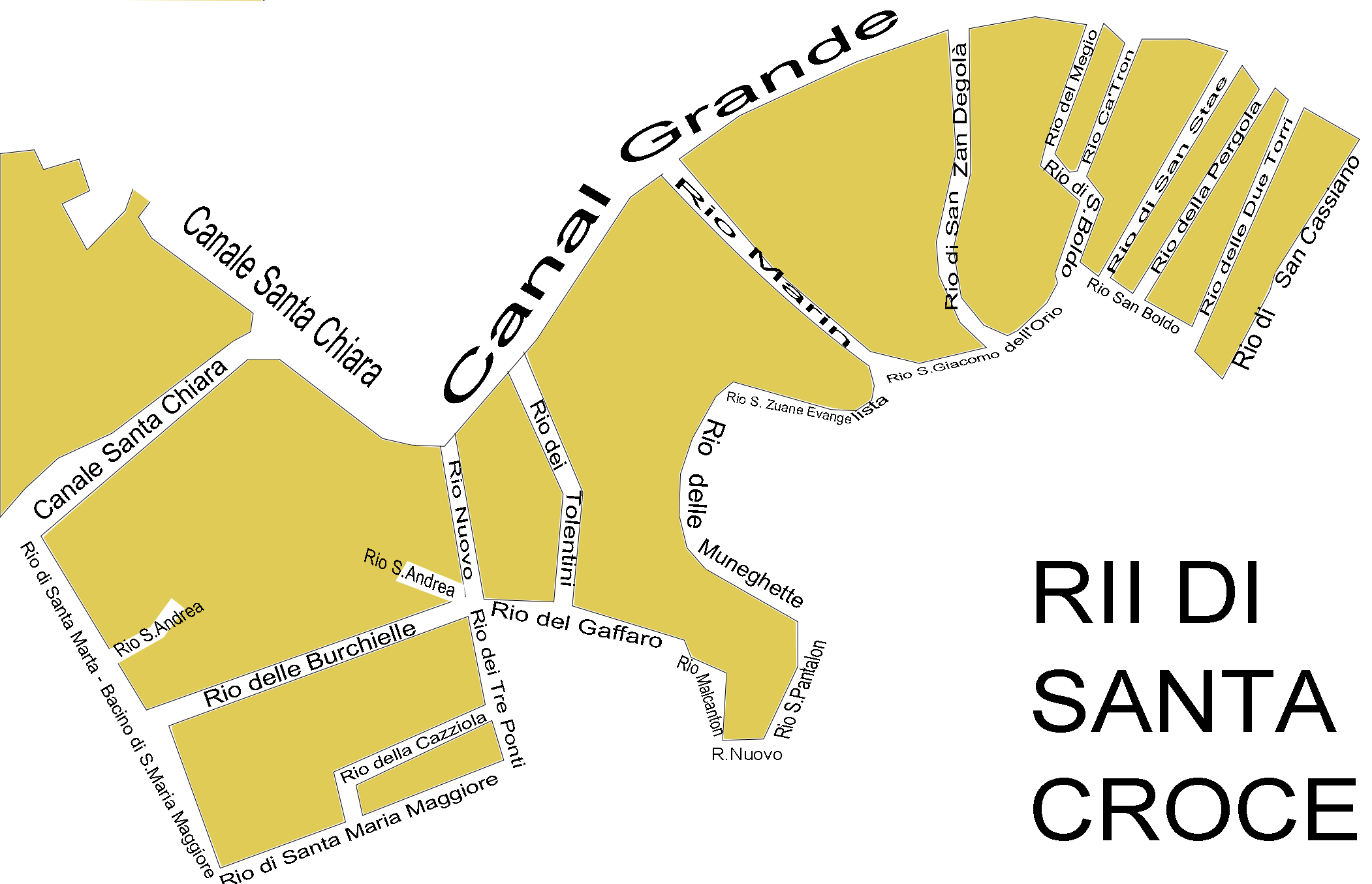

#### Riique dan hacia elGran Canal
- Rio delle Due Torri
- Rio della Pergola
- Rio di San Stae
- Rio di Ca' Tron
- Rio Fontego dei Turchi
- Rio di San Zandegolà
- Rio Marin
- Rio della Croce
- Rio Nuovo (o Novo)
- Canale di Santa Chiara

#### Riien el interior delsestiere
- Rio delle Burchielle
- Rio della Cazziola

### Isla deMurano
- Canale degli Angeli
- Canale Ponte Lungo
- Canale San Giovanni
- Canale di San Donate
- Canale di San Mattia
- Canale Serenella
- Rio dei Vetrai
- Canale di San Matteo
- Canale di San Maria (al norte)
- Canale Ondello (al este)
- Canale delle Navi (al sur)

### Isla deBurano
- Rio Pontinello (oeste)
- Rio Zuecca (sur)
- Rio Terranova (este)
- Rio Baldassare Galuppi (soterrado)